# Nascuda per al mal
 Nascuda per al mal  (original: Born to Be Bad) és una pel·lícula estatunidenca, dirigida per Nicholas Ray, estrenada el 1950 i doblada al català.

## Argument
Christabel Caine dissimula sota una enganyadora aparença la seva set de diners i de poder. A San Francisco, es casa amb Curtis, un milionari, malgrat el seu amor per a Nick, un novel·lista. Davant la tristesa del seu matrimoni, intenta reconquerir Nick que finalment la rebutja, comprenent que no deixarà mai el seu ric marit. Torna llavors amb aquest. Però Curtis la deixa, en assabentant-se de la seva infidelitat.

## Repartiment
- Joan Fontaine: Christabel Caine Carey
- Robert Ryan: Nick Bradley
- Zachary Scott: Curtis Carey
- Joan Leslie: Donna Foster
- Mel Ferrer: Gabriel 'Gobby' Broome
- Harold Vermilyea: John Caine
- Virginia Farmer: Tia Clara Caine
- Kathleen Howard: Sra. Bolton
- Dick Ryan: Arthur
- Bess Flowers: Sra. Worthington
- Joy Hallward: Sra. Porter
- Irving Bacon: El venedor de joies

## Crítica
- Tenint en compte el seu director, la pel·lícula defrauda una mica, resultant, en qualsevol cas, impersonal i insuficient per les possibilitats que sens dubte oferia el tema.[2]